# Nartas
Nartas – wieś na Litwie, na Suwalszczyźnie, w rejonie mariampolskim w okręgu mariampolskim. Graniczy z Mariampolem.
Za Królestwa Polskiego przynależała administracyjnie do gminy Kwieciszki w powiecie mariampolskim.